# Жан Шодерон
Жан Шодерон (Jean Chauderon) (ум. 1294) — барон Эстамиры, великий коннетабль Ахейского княжества.
Сын Жоффруа Шодерона. После смерти отца унаследовал его владения и должность.
В 1277 году умирающий князь Гильом II де Виллардуэн назначил его бальи Ахайи (в следующем году его сменил Гуго де Сюлли).
В 1282 г. в войне с византийцами командовал ахейским флотом.
Неоднократно выполнял дипломатические поручения неаполитанского короля Карла I Анжуйского, за что получил земли в Италии, в том числе Конверсано (в Бари), который в 1289 г. обменял графу Гуго де Бриенну на замок Бовуар.
В 1289 г. вместе с бароном Калаврицы Жаном де Турне предложил Карлу II Анжуйскому выдать Изабеллу де Виллардуэн замуж за Флорана (Флориса) де Эно.
Жан Шодерон был женат на Гильерме Кефалонийской, дочери Рикардо I Орсини. О детях ничего не известно.
Он умер в 1294 году. Эстамиру и должность великого коннетабля Ахайи унаследовал Энгильберт Лидеркерке (Engilbert Liederkerque), муж сестры жены, племянник Флорана де Эно.
Вдова Жана Шодерона Гильерма после его смерти вышла замуж за Николя де Сент-Омера.